# Avenches
Avenches ([avɑ̃ʃ], im einheimischen frankoprovenzalischen Dialekt [aˈvɛ̃tsu]) ist eine politische Gemeinde im Schweizer Kanton Waadt. Sie gehört zum Distrikt Broye-Vully.  Der frühere deutsche Name Wiflisburg oder Wifflisburg wird heute kaum noch verwendet.
Zur Römerzeit war das damalige Aventicum die bedeutendste Stadt auf Schweizer Boden auf dem Transitweg vom Rhonetal via Augusta Raurica nach Germanien.
Am 1. Juli 2006 wurde die Gemeinde Donatyre mit Avenches vereinigt. Am 1. Juli 2011 wurde zudem die Gemeinde Oleyres eingemeindet. Die Fläche von Avenches stieg dadurch um rund 3 km², die Einwohnerzahl um knapp 400.

## Geographie

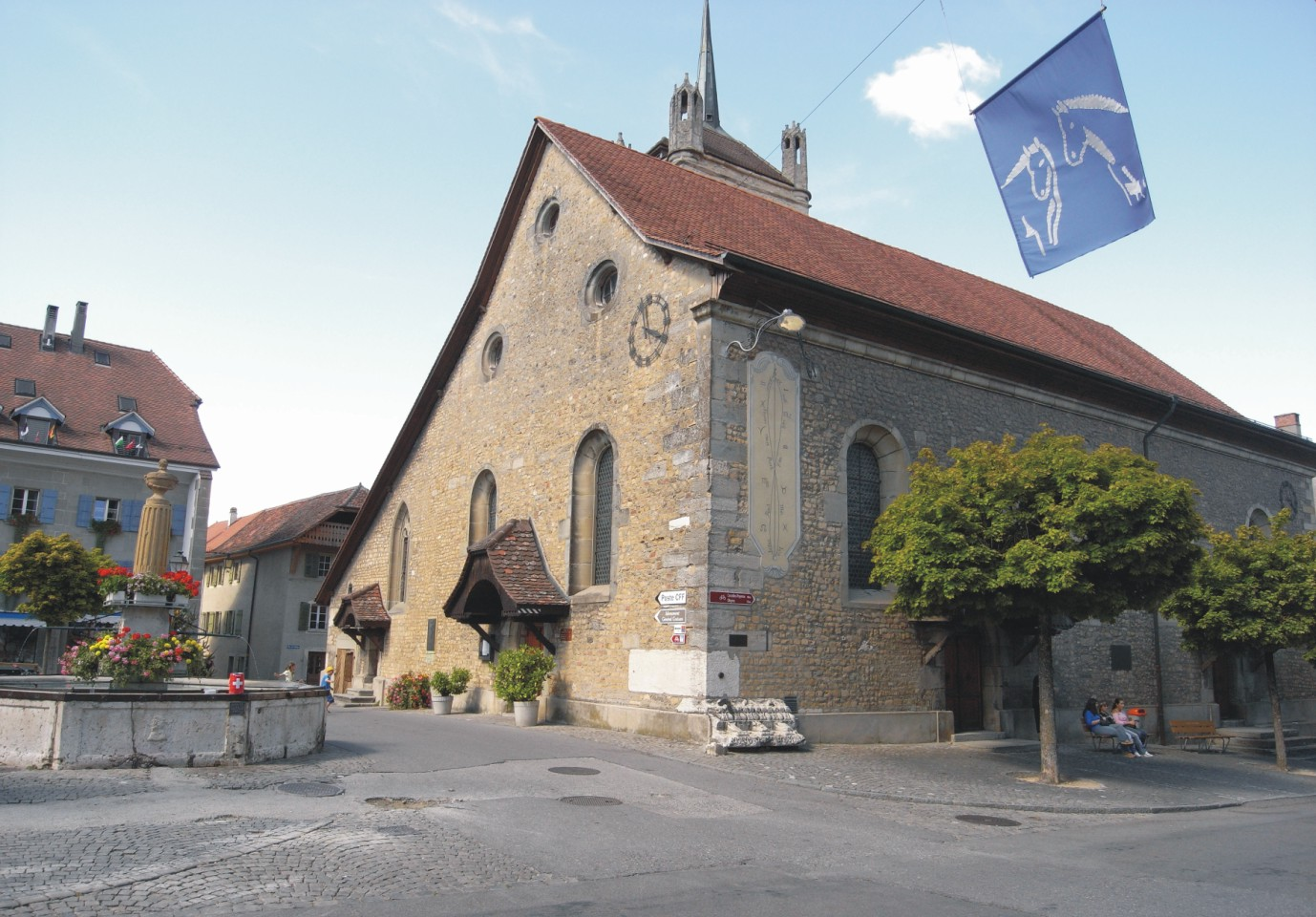
Kirche Sainte-Marie-Madeleine am Markt von Avenches

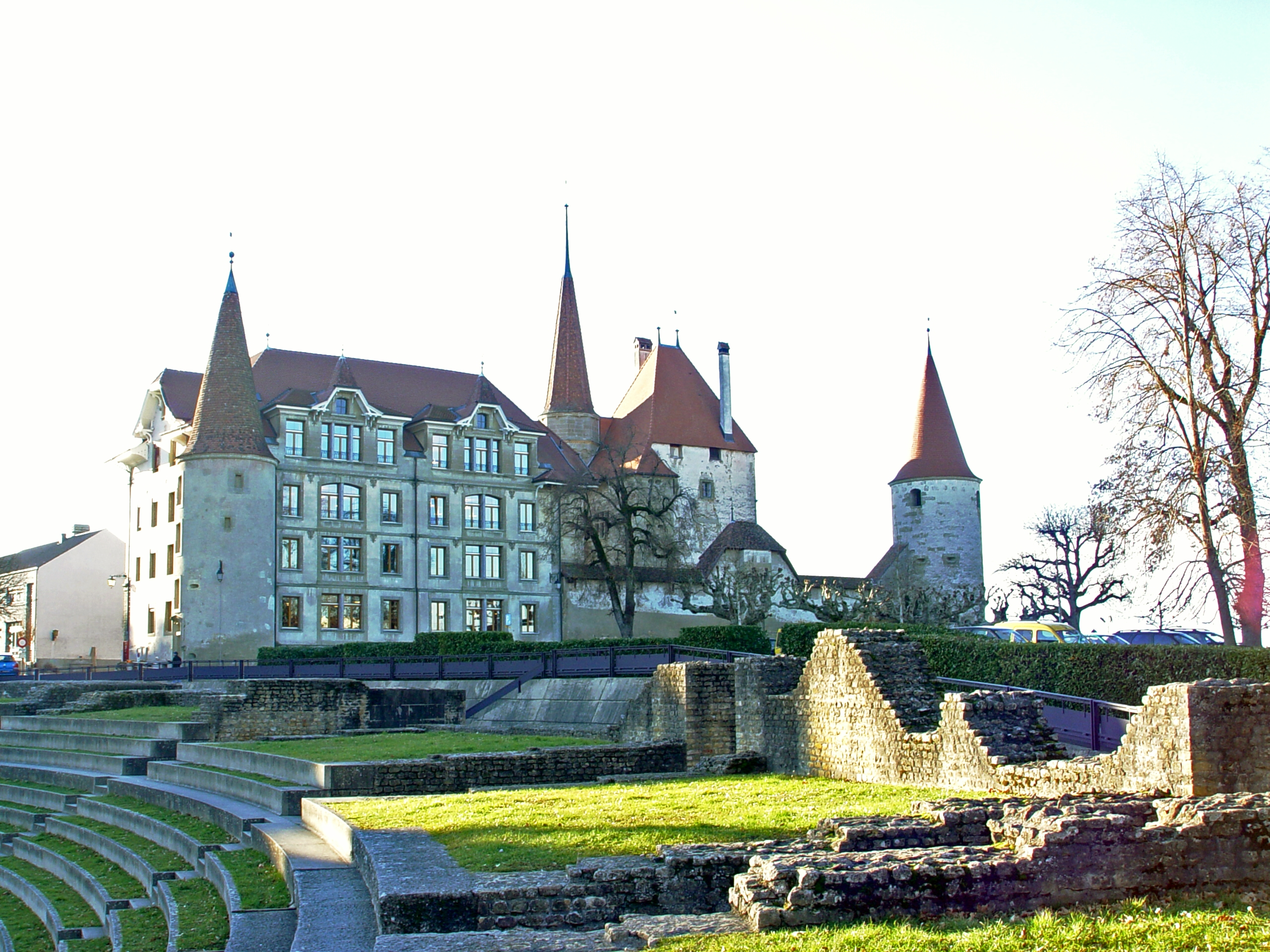
Blick auf die Altstadt

Avenches liegt auf einer Höhe von 480 m ü. M. zwischen der Bezirkshauptstadt Payerne (10 km Luftlinie) und Murten (8 km Luftlinie). Das mittelalterliche Städtchen erstreckt sich auf einem isolierten Hügel am Südrand der Broyeebene, im Schweizer Mittelland südwestlich des Murtensees.
Die Fläche des 17,5 km² grossen Gemeindegebiets umfasst einen Abschnitt der Broyeebene und des angrenzenden Hügellandes. Der gesamte nördliche Gemeindeteil wird von der intensiv genutzten Ebene der unteren Broye (435 m ü. M.) eingenommen, durch die auch die Arbogne fliesst. Ganz im Nordwesten, im Bereich des Nationalgestüts, reicht das Gebiet bis an die kanalisierte Broye. Im Norden gehört zum Gemeindegebiet ein ca. 1,5 km langer Streifen am flachen Südufer des Murtensees, wobei die Mündung des Chandon die östliche Begrenzung bildet. Nach Süden erstreckt sich der Gemeindeboden in das eiszeitlich überformte freiburgische Molassehügelland auf die Plateaus von Donatyre und Chafeirou (510 m ü. M.). Auch der bewaldete Hügelzug des Bois de Châtel, auf dem mit 630 m ü. M. der höchste Punkt der Gemeinde erreicht wird, gehört zu Avenches. Die westliche Abgrenzung bildet streckenweise der Bach Ruisseau de Coppet. Von der Gemeindefläche entfielen 1997 14 % auf Siedlungen, 15 % auf Wald und Gehölze, 70 % auf Landwirtschaft und etwas weniger als 1 % war unproduktives Land.
Zu Avenches gehören die Ortschaft Donatyre (505 m ü. M.) auf einem Plateau nördlich des Bois de Châtel sowie zahlreiche Einzelhöfe. Nachbargemeinden von Avenches sind Vully-les-Lacs und Faoug im Kanton Waadt sowie Saint-Aubin, Belmont-Broye, Misery-Courtion und Courtepin im Kanton Freiburg.

## Bevölkerung
Mit 4843 Einwohnern (Stand 31. Dezember 2023) gehört Avenches zu den mittelgrossen Gemeinden des Kantons Waadt. Von den Bewohnern sind 74,1 % französischsprachig, 12,8 % deutschsprachig und 5,8 % portugiesischsprachig (Stand 2000). Die Bevölkerungszahl von Avenches belief sich 1850 auf 1637 Einwohner, 1900 auf 1952 Einwohner (jeweils ohne Donatyre). Nachdem die Bevölkerung bis 1941 um 20 % auf 1565 Personen abgenommen hatte, wurde seither wieder eine deutliche Bevölkerungszunahme beobachtet, insbesondere in den Jahren von 1960 bis 1970.

## Wirtschaft
Avenches ist ein regionales Wirtschafts- und Handelszentrum und Mittelpunkt eines stark auf die Landwirtschaft ausgerichteten Gebiets. Das Städtchen war deshalb lange Zeit agrarisch geprägt. Noch heute arbeiten mehr als 14 % der Erwerbstätigen im primären Sektor, während der sekundäre Sektor rund 28 % und der Dienstleistungssektor rund 56 % der Arbeitskräfte auf sich vereinigen.
Seit der Korrektion der Broye im Jahr 1906 besitzt Avenches eine grosse Fläche fruchtbares Ackerland in der Ebene nördlich des Städtchens. Hier werden hauptsächlich Getreide, Tabak, verschiedene Gemüsesorten und Zuckerrüben angebaut. Im hügeligen südlichen Gemeindeteil gibt es neben dem Ackerbau auch Obstbau und Viehzucht.
Das Gelände zwischen der Arbogne und der Broye im Westen von Avenches wurde 1899 vom Bund gekauft, der darauf bis 1901 das Eidgenössische Gestüt, eine staatliche Pferdezuchtanstalt, errichtete. Es wurde 1997 privatisiert und heisst heute Nationalgestüt Avenches (französisch: Haras National Avenches). Auf der Pferderennbahn des Institut Équestre National Avenches (IENA) finden alljährlich Rennen statt. Die Crosslauf-Weltmeisterschaften 2003 wurden hier ausgerichtet.
Die Industrialisierung vollzog sich nur sehr langsam in Avenches. Seit dem 19. Jahrhundert gab es einige Betriebe, welche die landwirtschaftlichen Produkte der Umgebung verarbeiteten. Erst nach 1945 liessen sich weitere Betriebe nieder. Heute gibt es zahlreiche kleinere und mittlere Unternehmen in den Bereichen Baugewerbe, Betonherstellung (Holcim Granulats et Bétons SA), Nahrungsmittel- und chemische Industrie, Gartenbau, Telekommunikation und Feinmechanik.
Avenches ist auch ein regionales Dienstleistungszentrum und Standort der Bezirksverwaltung sowie Sitz mehrerer Banken und Versicherungen. Mit der Anbindung an die Autobahn A1 Ende der 1990er Jahre entwickelte sich Avenches auch zu einem attraktiven Wohnort. Vor allem am Nordhang des Hügels und südlich der Altstadt entstanden neue Wohnquartiere. Ein bedeutender Anteil der Erwerbstätigen pendelt nach Freiburg oder Bern zur Arbeit.
Am 5. Oktober 2007 gab Yahoo bekannt, einen Standort in Avenches ausweiten zu wollen. Im Jahr 2013 sind diese Pläne allerdings wieder verworfen worden.

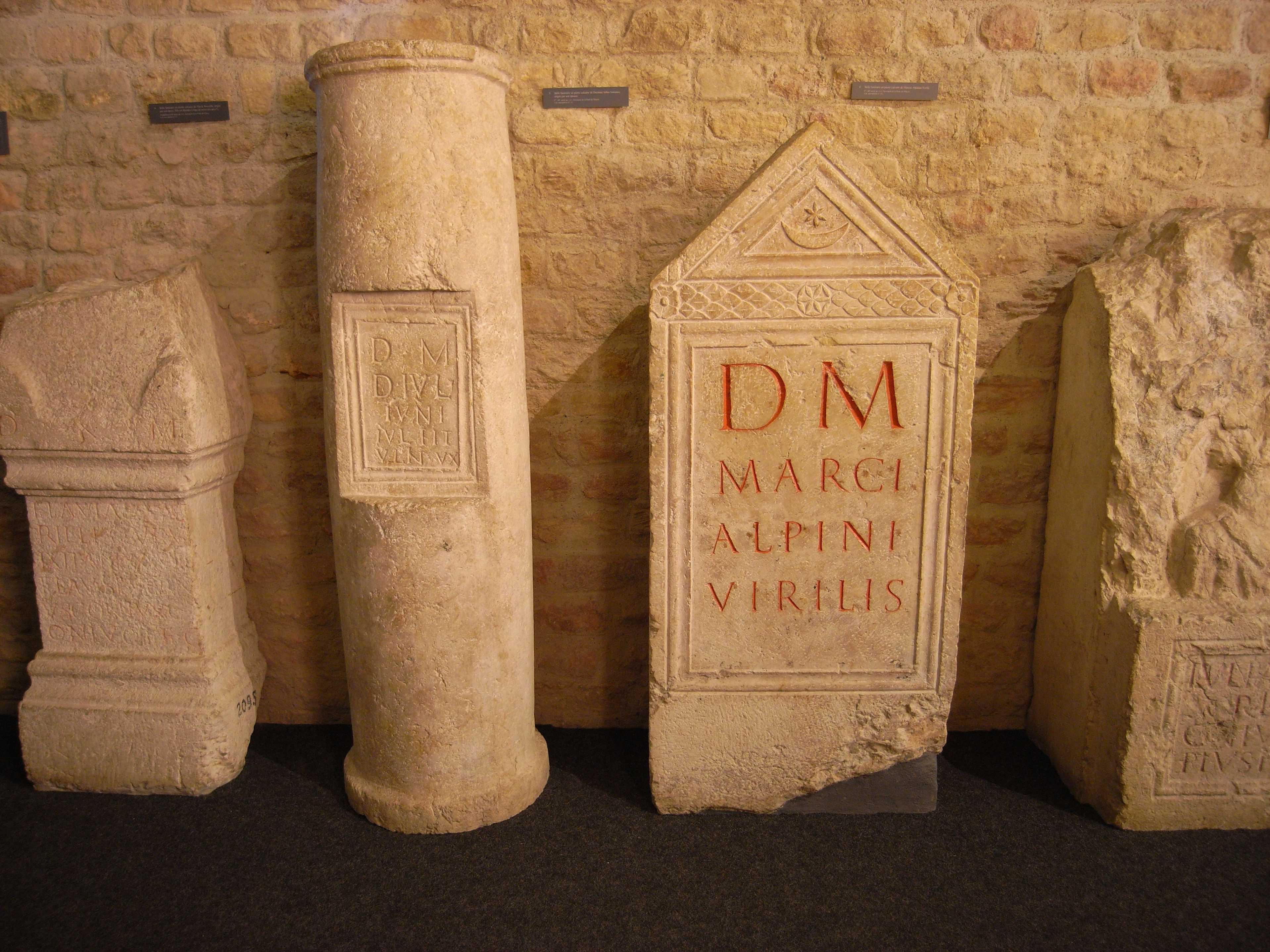
Gallo-römische Stelen aus Jura-Kalkstein im Musée Romain von Avenches

## Tourismus
Mit seinen römischen Ruinen, dem sehenswerten Musée Romain, der historischen Altstadt und kulturellen Anlässen hat Avenches einiges an Sehenswürdigkeiten zu bieten. Die bedeutendste kulturelle Veranstaltung war bis 2019 das alljährlich durchgeführte Opernfestival im Amphitheater. Am Südufer des Murtensees befinden sich ein Campingplatz und ein Sportbootshafen.

## Verkehr

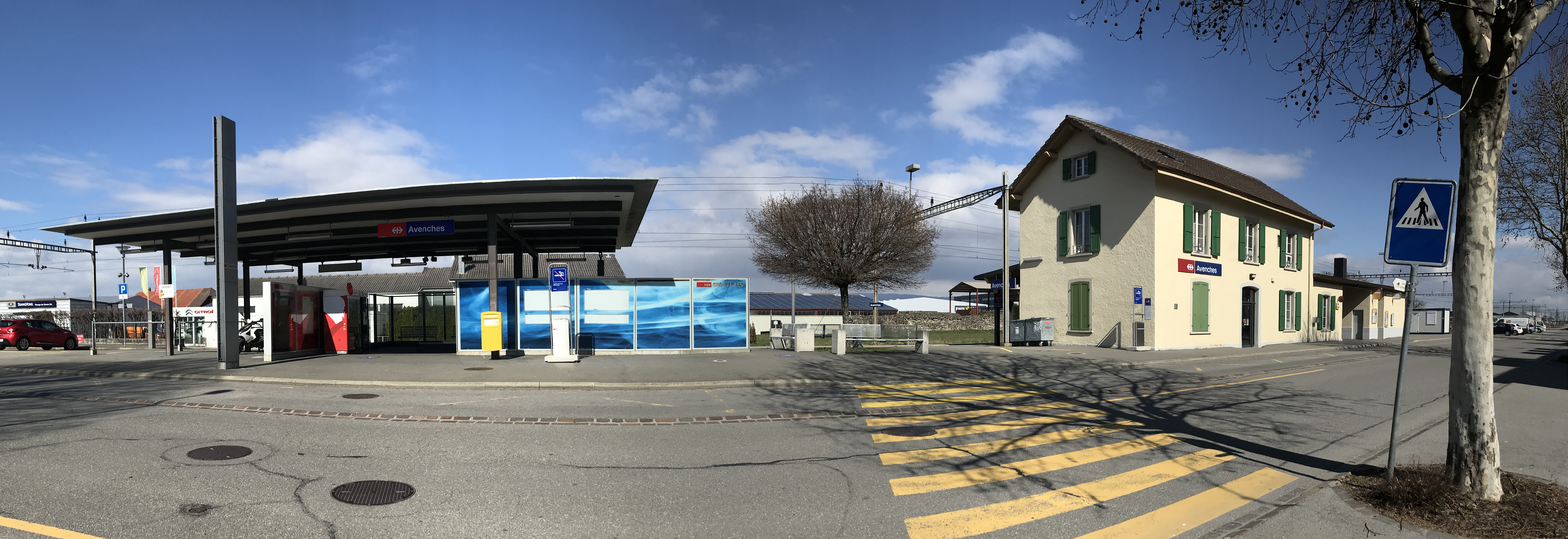
Bahnhof Avenches (2021)

Die Gemeinde ist verkehrstechnisch gut erschlossen. Sie liegt an der Hauptstrasse 1 von Bern via Payerne nach Lausanne, die vor der Eröffnung der Autobahn rege befahren war. Der Abschnitt Bern-Payerne der Autobahn A1 mit der Ausfahrt Avenches ist seit Ende 1997 durchgehend befahrbar, der Lückenschluss zwischen Payerne und Yverdon-les-Bains erfolgte im Jahr 2001. Seither liegt Avenches an der Transitachse von der Westschweiz nach Bern.
Am 25. August 1876 wurde die Eisenbahnlinie Murten-Payerne mit einem Bahnhof in Avenches in Betrieb genommen. Buslinien verbinden Avenches mit Freiburg, Domdidier, Mur und Cudrefin.

## Geschichte

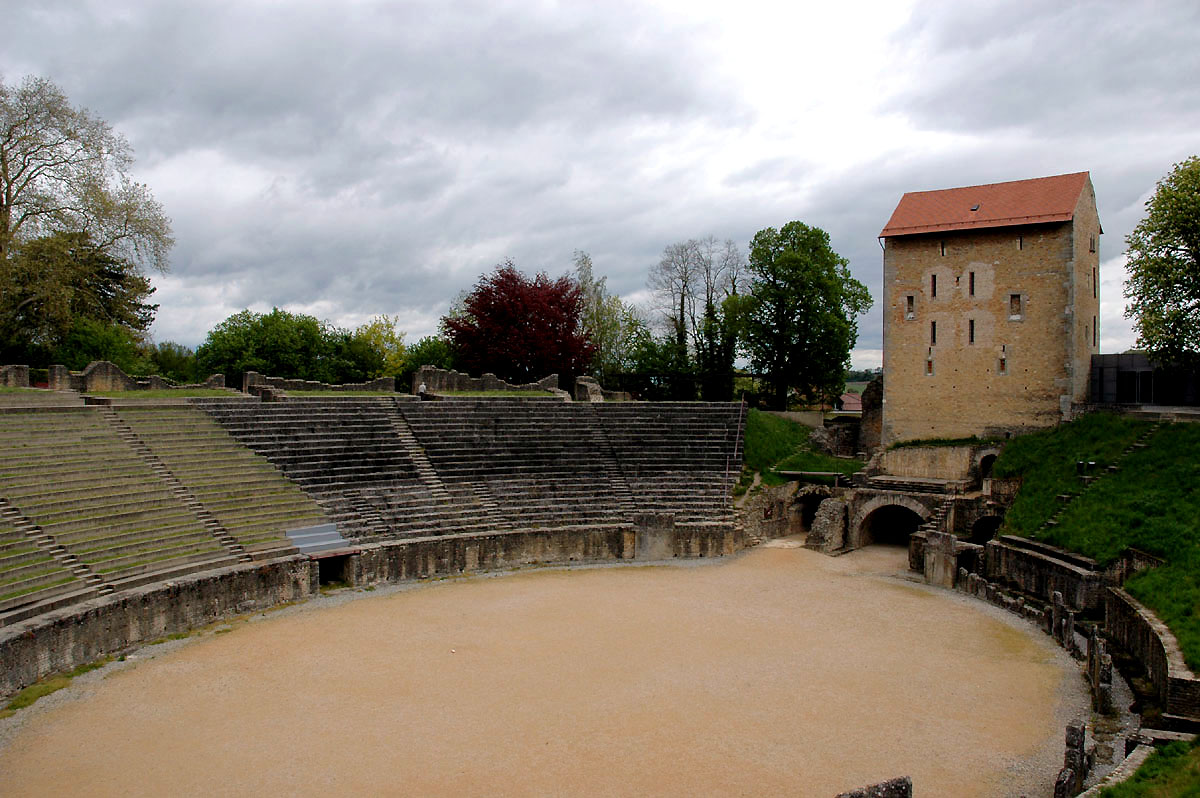
Amphitheater und Römisches Museum

Luftbild aus 200 m von 1919

Die Wurzeln von Avenches gehen auf die Kelten zurück. Ein Stamm der Helvetier hatte im Lauf des 1. Jahrhunderts v. Chr. auf der Höhe des Bois de Châtel südlich der späteren römischen Ortschaft ein Oppidum errichtet. Dieses Oppidum ersetzte wohl ein früheres Oppidum auf dem Mont Vully, das etwa zur gleichen Zeit aufgegeben wurde.
Die Gründung der römischen Stadt Colonia Pia Flavia Constans Emerita Helvetiorum Fœderata, wie sie offiziell hiess, oder Aventicum, wie sie von der einheimischen Bevölkerung genannt wurde, wird heute auf die Zeit um 15–13 v. Chr. angesetzt. Nach älteren Autoren soll der Name Aventicum von einer helvetischen Quellgöttin Aventia abgeleitet sein; neuere führen ihn auf den um das Suffix -ǐko/-ǐcum erweiterten keltischen Bachnamen Aventǐa zurück. Die erste Erwähnung des Ortes findet sich bei Tacitus, der ihn für das Jahr 69 bereits als Hauptstadt der Helvetier (caput gentis) bezeichnet.
Schon bald entwickelte sich Aventicum zu einer blühenden Handelsstadt mit rund 20'000 Einwohnern und wurde schliesslich Bischofssitz. Der Niedergang der römischen Stadt setzte im 3. Jahrhundert nach Christus ein, verursacht durch innere Reichswirren und Plünderungszüge der Alamannen. In der Folge siedelten sich die restlichen Bewohner auf dem Hügel an, wo sich das heutige Städtchen befindet. Eine neue befestigte Siedlung wurde im 5. Jahrhundert wieder auf dem Gelände der römischen Stadt gegründet. Aventicum blieb auch während der unruhigen Zeiten und der andauernden Bedrohung durch die Alamannen Bischofssitz und besass mindestens zwei Kirchen (Saint-Martin und Saint-Symphorien). Erst Mitte des 6. Jahrhunderts, als Bischof Marius seinen Sitz nach Lausanne verlegte, bedeutete dies das endgültige Aus für Aventicum. Wahrscheinlich war der Ort aber weiterhin bewohnt.
Im Jahr 1074 gründete der Lausanner Bischof Burkhard von Oltigen auf dem Hügel des heutigen Städtchens eine neue Stadt, die im Mittelalter unter dem latinisierten Namen Adventica bekannt war und 1349 erstmals in der volkssprachlichen Lautung Avenchoz, 1518 Avenche, erscheint. Der deutsche Name Wiflisburg, der weder mit der lateinischen noch mit der französischen Variante korrespondiert, geht auf einen frühen alemannischen Siedler namens Wibili zurück und findet sich erstmals 1266 (1258?) als Wibilsburg belegt; spätere Bezeugungen sind Wipelspurg (1302), Wibelspurg (1458), Wiblispurg (1476), Wiflispurg (1548) und Wiflisburg (1577).
Die Stadt wurde im 11. Jahrhundert mit einer Ringmauer umgeben und erhielt 1259 das Stadtrecht, das vermutlich auf bereits im 11. Jahrhundert gewährten, aber geschichtlich nicht gesicherten Freiheiten beruhte. Das unter dem Schutz des Bischofs von Lausanne stehende Avenches ging 1239 ein Bündnis mit Freiburg und 1353 eines mit Murten ein. Vertreter des Bischofs war ein Kastlan, der in der im 13. Jahrhundert erbauten Burg residierte.

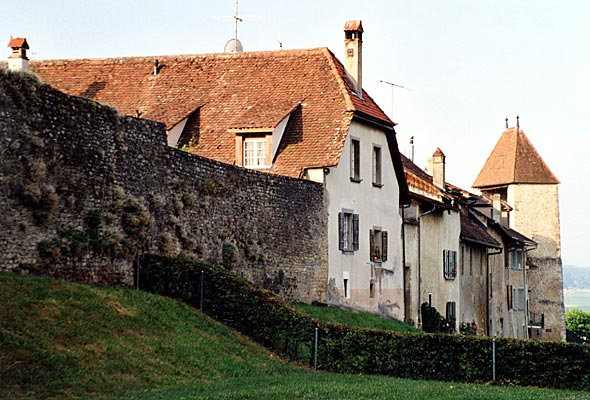
Tour de Vully

Mit der Eroberung der Waadt durch Bern im Jahr 1536 gelangte Avenches unter bernische Herrschaft und wurde Sitz der Landvogtei Avenches. Diese umfasste neben dem Gebiet des heutigen Bezirks auch die Herrschaft Grandcour nördlich von Payerne. Nach dem Zusammenbruch des Ancien Régime wurde Avenches 1798 während der Helvetik dem Kanton Freiburg angegliedert. Schon 1801 drängten die Bewohner auf einen Anschluss an den Kanton Léman. Mit der Inkraftsetzung der Mediationsverfassung 1803 wurde diesem Begehren entsprochen und Avenches zusammen mit dem heutigen Bezirksgebiet als Exklave dem Kanton Waadt angegliedert. Seither ist Avenches Bezirkshauptort.
Seit 1826 entwickelte sich in Avenches eine Gemeinschaft von aus dem Elsass zugewanderten Juden. Sie betrieben vor allem Pferdezucht und errichteten 1865 eine Synagoge. Nachdem sich die wirtschaftliche Lage gegen Ende des 19. Jahrhunderts verschlechterte, siedelten sie in grössere Städte über. Die nicht mehr benutzte Synagoge wurde 1954 abgerissen. An dieser Stelle ist eine Gedenktafel aufgestellt. Der Davidsstern auf dem Turm de Vully erinnert noch heute an die jüdischen Bewohner der Stadt.
Seit 1910 bestand auf dem flachen Gelände nördlich der Stadt ein Flugplatz, der während des Ersten Weltkrieges als Armeestützpunkt diente. Er sollte ursprünglich zum Militärflugplatz ausgebaut werden, wurde aber 1921 mit der Eröffnung des neuen Militärflugplatzes in Payerne aufgehoben.
Am 1. Juli 2006 fusionierte die bis dahin politisch selbständige Gemeinde Donatyre mit Avenches, nachdem sich das Stimmvolk beider Gemeinden im Juni 2005 mit grossem Mehr für die Vereinigung ausgesprochen hatte. Am 1. Juli 2011 wurde zudem die Gemeinde Oleyres eingemeindet.

## Sehenswürdigkeiten

### Altstadt

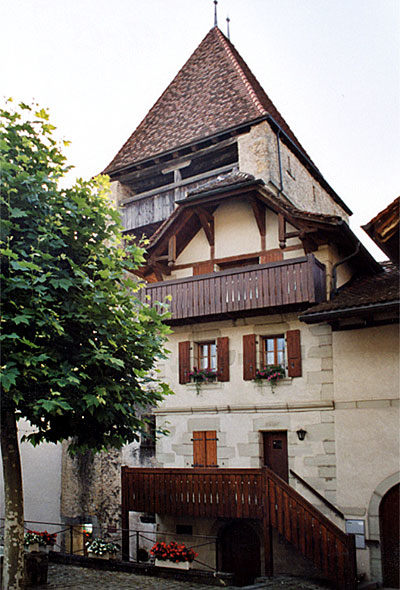
Tour de Benneville (13. Jh.)

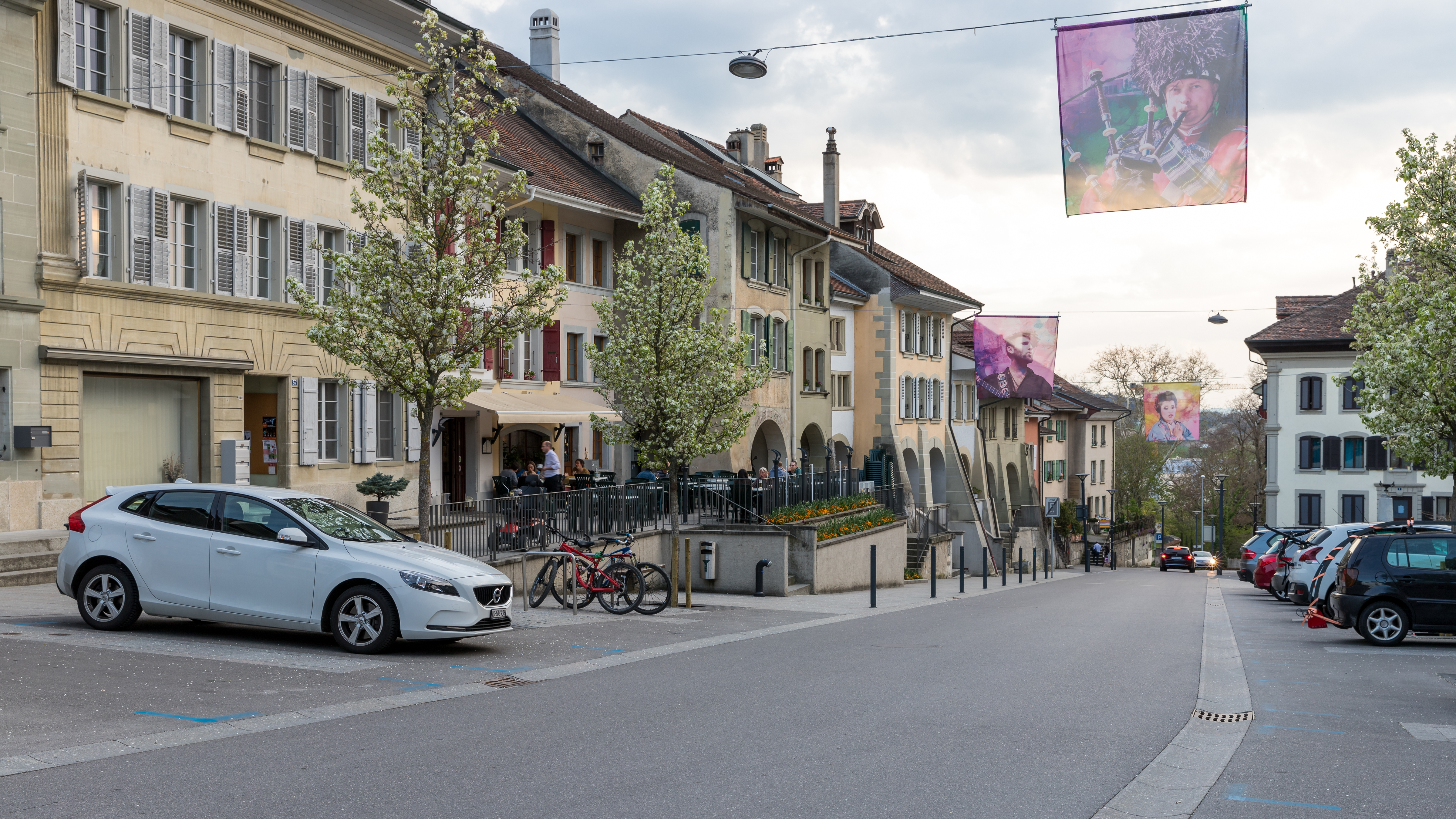
Altstadt (Rue Centrale)

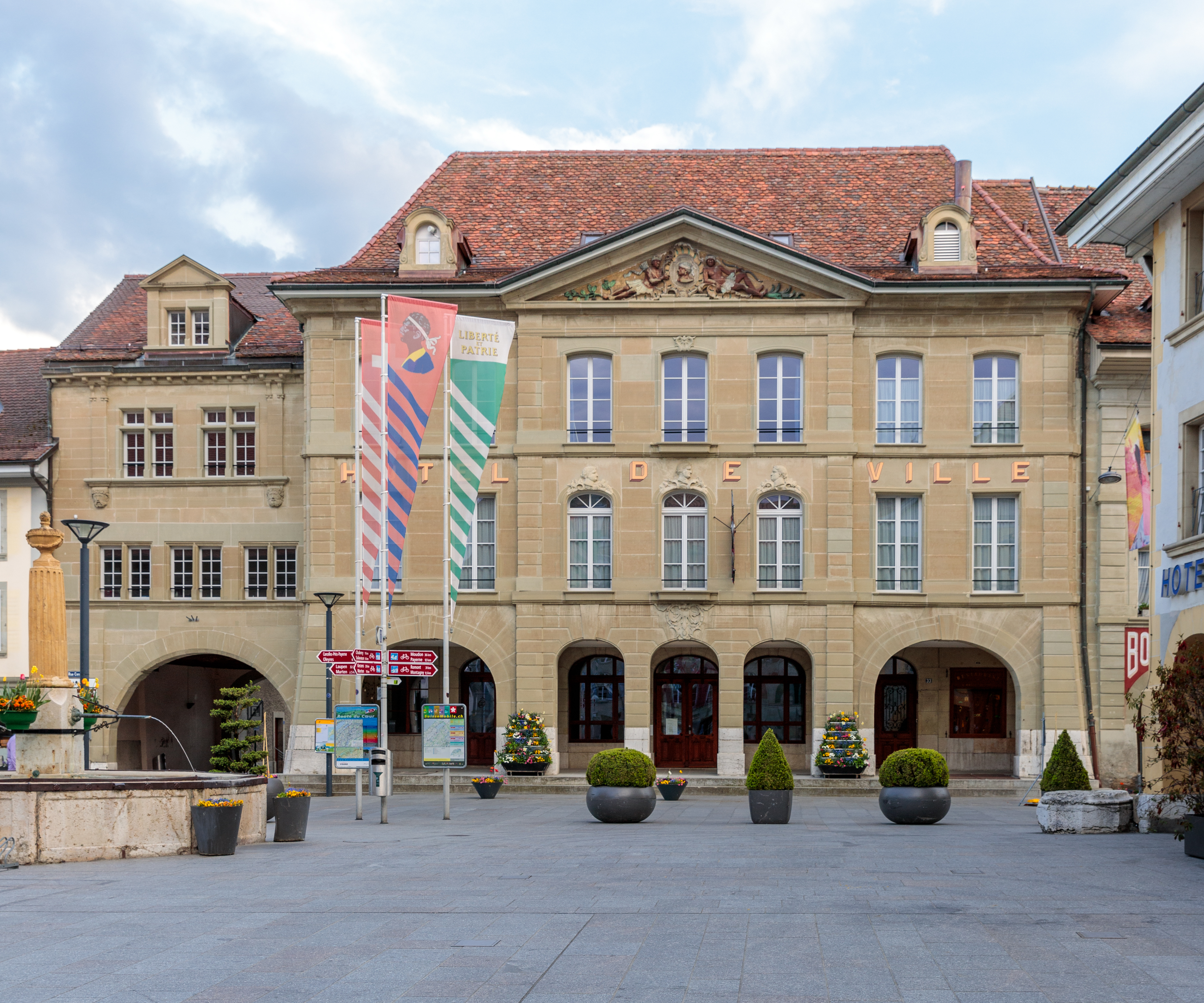
Hôtel de ville

Avenches besitzt eine gut erhaltene historische Altstadt mit malerischem mittelalterlichem Stadtbild. Sie liegt auf einem Hügel, der die Broyeebene um rund 40 m überragt. Die Altstadt mit rechteckigem Grundriss weist eine Ausdehnung von 300 × 200 m auf. Die alte Hauptstrasse von Payerne nach Murten bildet die zentrale Längsachse. Südlich und nördlich davon befindet sich je eine Seitengasse, die durch drei Quergassen miteinander verbunden sind. Von der ehemaligen Stadtbefestigung sind die Tour de Benneville (im Süden) und die Tour de Vully (im Nordosten) erhalten; beide stammen aus dem 13. Jahrhundert. Die Stadtmauer wurde im 19. Jahrhundert geschleift. Auch der im 11. Jahrhundert erbaute Turm am Rand des Amphitheaters gehörte vermutlich zur Ringmauer. Er beherbergt seit 1838 das Musée Romain mit einer reichen Sammlung von Ausgrabungsfunden aus der römischen Stadt Aventicum.
Die reformierte Kirche Sainte-Marie-Madeleine wurde Ende des 11. Jahrhunderts im Zentrum der Altstadt errichtet und ersetzte die früheren merowingischen Gotteshäuser ausserhalb der Stadtmauern, die allmählich verfielen und im 17. Jahrhundert ganz abgetragen wurden. Sie wurde während der gotischen Stilepoche sowie von 1709 bis 1711 umgebaut. Vom ursprünglichen Bau ist die romanische Rundapsis erhalten.
In der nordöstlichen Ecke der Altstadt steht das Schloss. Es wurde im 13. Jahrhundert als Burg erbaut und war zunächst Sitz des Kastlans, seit 1536 des von Bern eingesetzten Landvogts. Dieser liess von 1565 bis 1568 eine grundlegende Umgestaltung zum heutigen Renaissanceschloss vornehmen. Es besitzt eine reiche Innenausstattung und beherbergt heute die Stadtbibliothek.
In der Altstadt sind ferner das 1753 errichtete dreistöckige Hôtel de Ville (Rathaus) mit skulptiertem Giebeldreieck und Arkaden, das Hôtel de la Couronne und die Tour de Montauban, ein polygonaler Treppenturm eines ehemaligen Herrensitzes aus dem 15. Jahrhundert, zu erwähnen. Die Grand-Rue (Hauptstrasse) wird von zahlreichen stattlichen spätgotischen Bürger- und Patrizierhäusern aus dem 16. bis 18. Jahrhundert gesäumt.

### Römische Stadt Aventicum
Auch von der römischen Stadt Aventicum sind bedeutende Reste erhalten beziehungsweise ausgegraben, restauriert und konserviert worden. Am östlichen Ausgang der historischen Altstadt befindet sich das am besten erhaltene Amphitheater der Schweiz. Über dem Haupteingang steht der früher Bischofsturm genannte Wehrturm aus dem 11. Jahrhundert. Im Amphitheater finden die Opernfestspiele Festival Avenches Opéra statt.
Im Süden des ehemaligen Aventicum steht das römische Theater (Théâtre romain).
Weitere bedeutende Überreste sind von der Tempelanlage Cigognier, vom Kapitol, den Thermen und der ehemaligen römischen Umfassungsmauer erhalten. Vom Cigognier-Tempel steht nur noch eine rund 12 m hohe Säule, auf der früher Störche nisteten, weshalb der Tempel seinen Namen vom französischen Wort cigogne (Storch) erhielt.

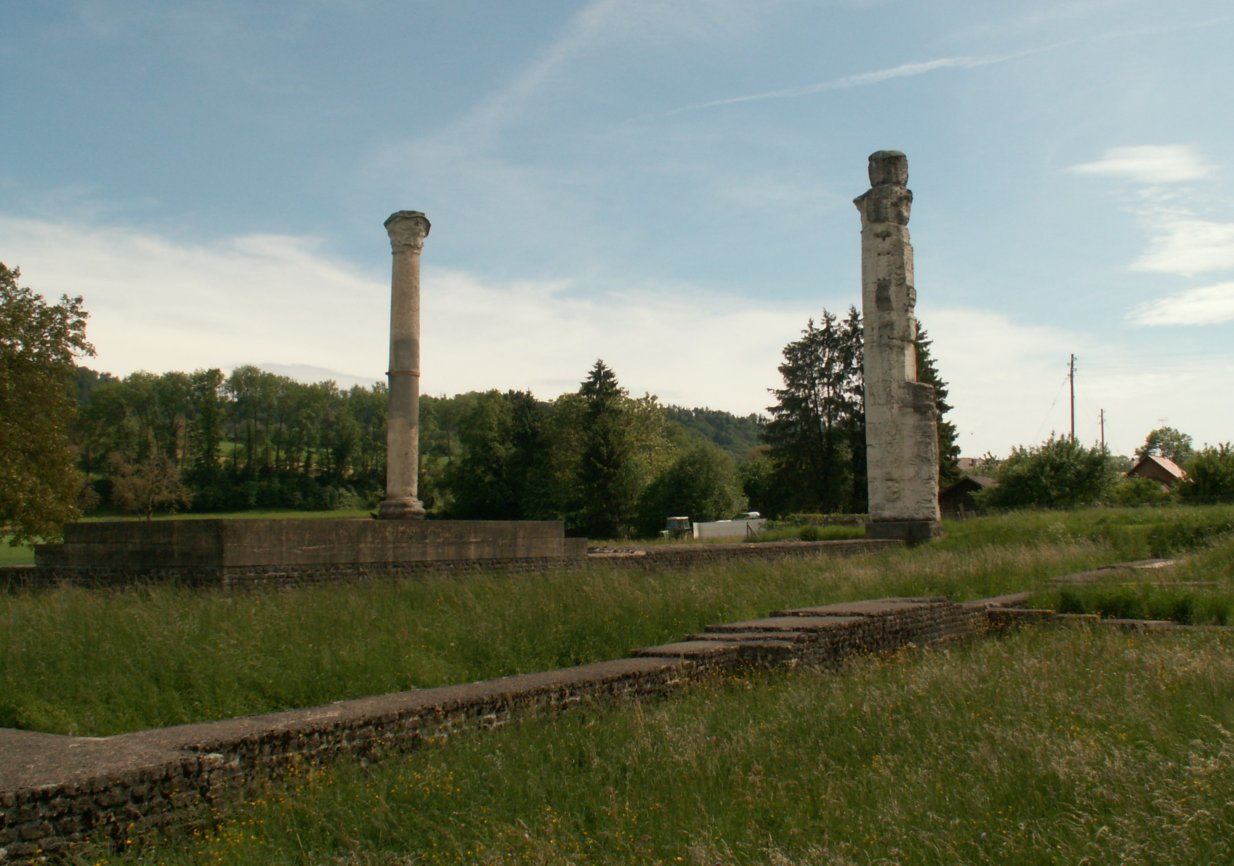
Die Überreste des Cigognier-Tempels in Avenches
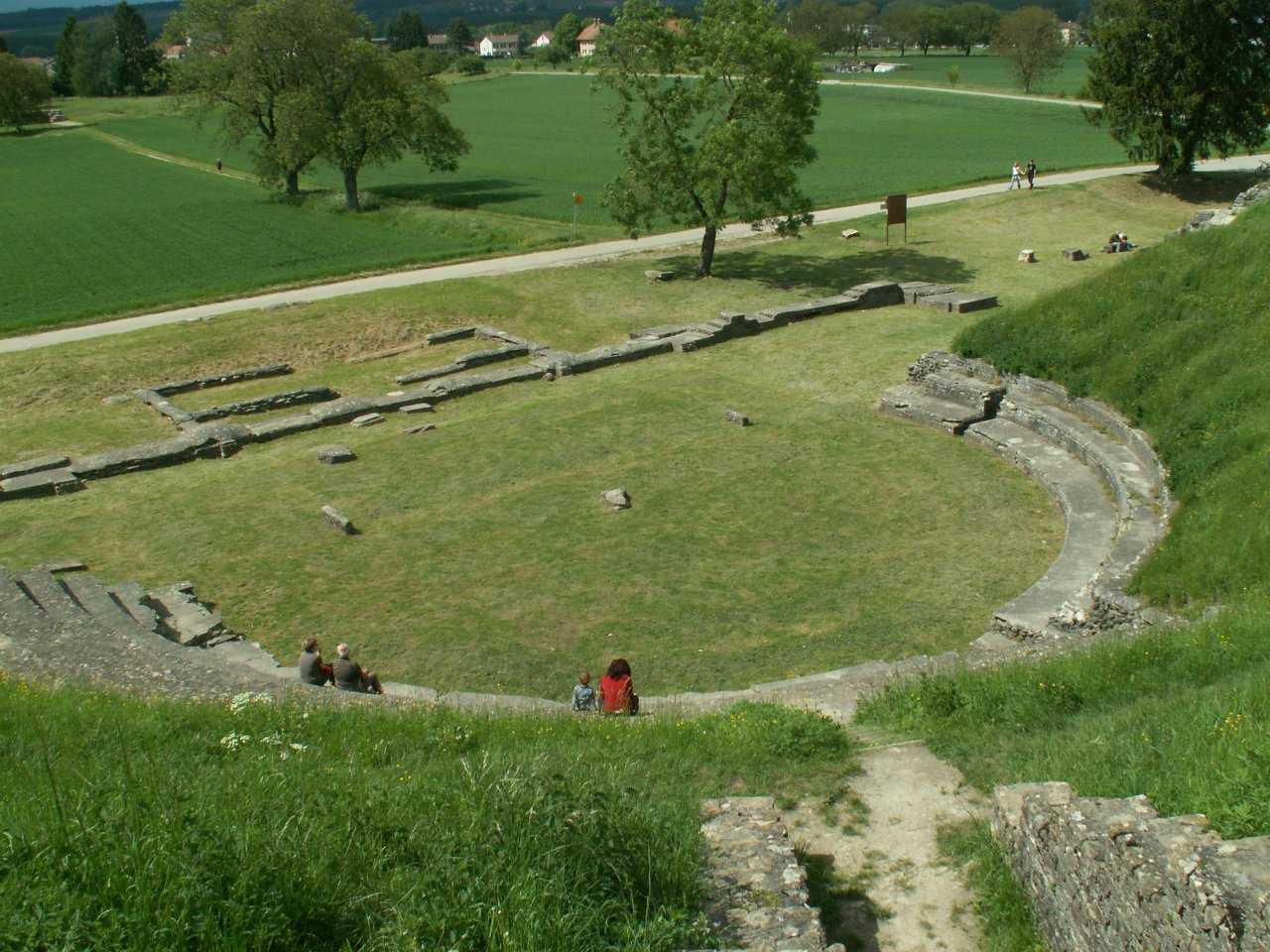
Überreste des römischen Theaters in Avenches
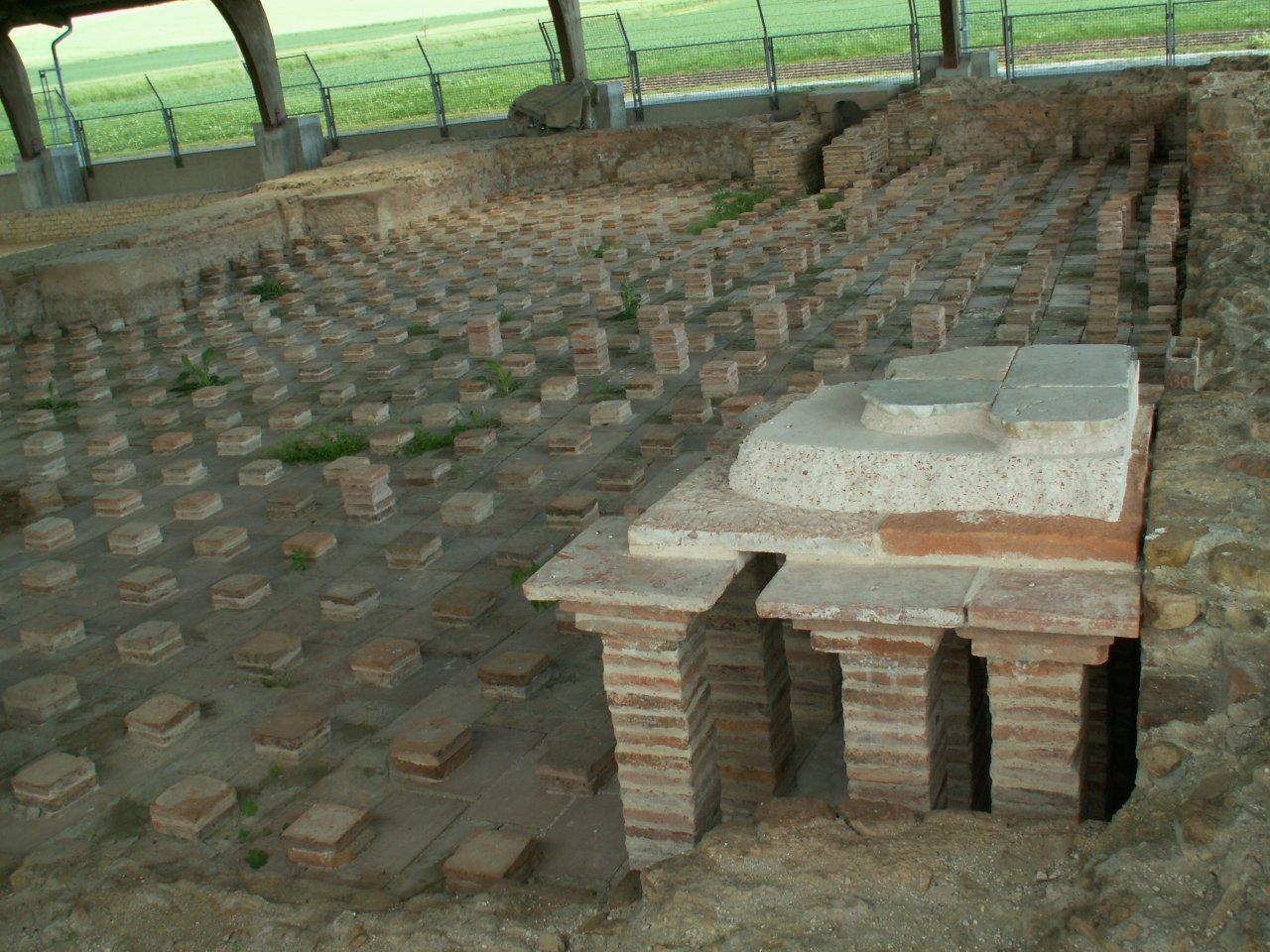
Überreste der römischen Thermen in Avenches
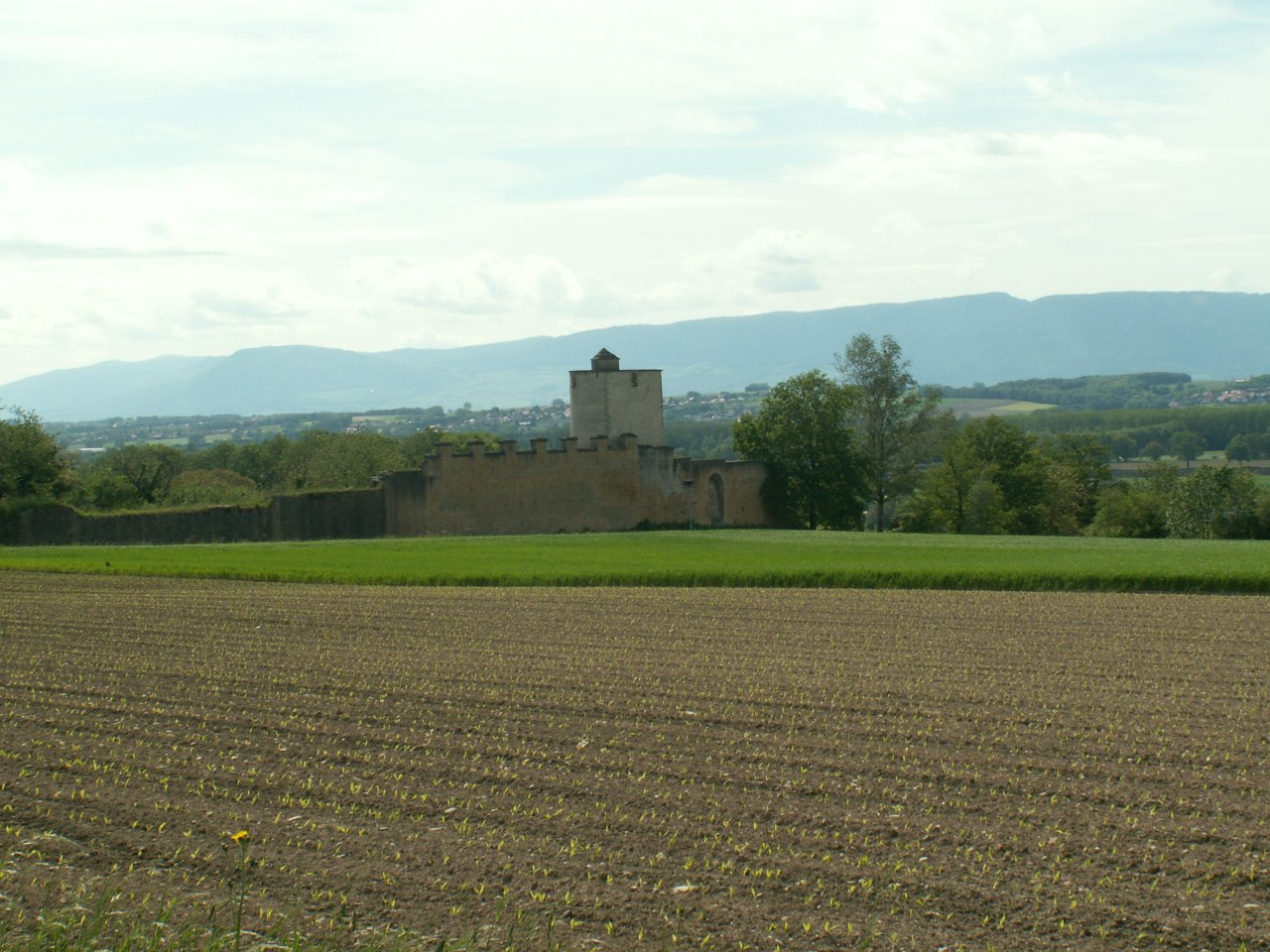
Reste der römischen Umfassungsmauer von Avenches
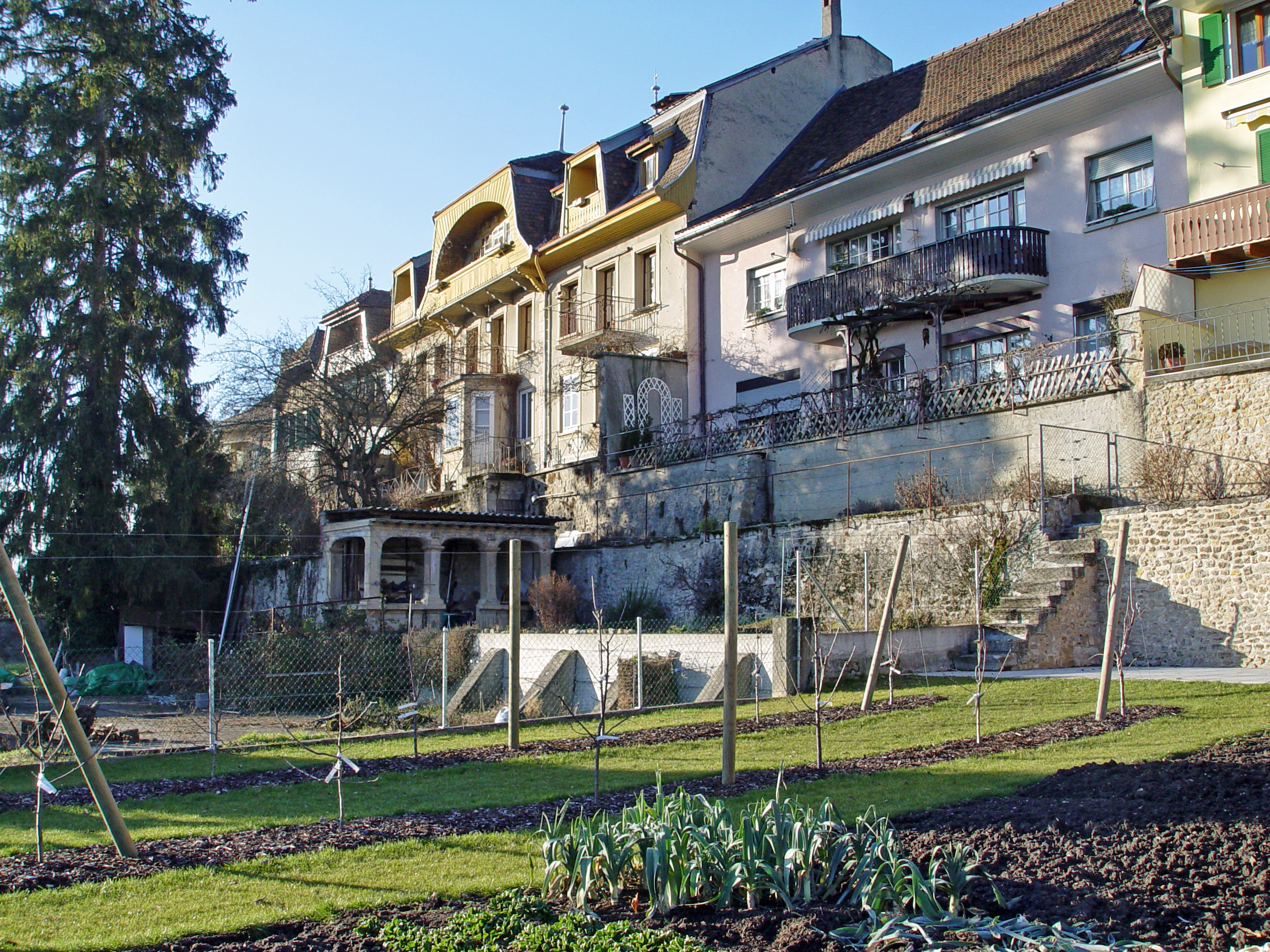
Altstadtmauer mit Wohnhäusern von Aussenseite gesehen